# Chińska Republika Ludowa na Zimowych Igrzyskach Paraolimpijskich 2010
Reprezentacja Chin na Zimowe Igrzyska Paraolimpijskie 2010 liczyła 7 reprezentantów. Wszyscy oni startowali w biegach narciarskich.

## Kadra

### Biegi narciarskie

#### Mężczyźni
- Cheng Shishuai - osoby stojące
- Du Haitao - osoby stojące
- Fu Chunshan - osoby na wózkach
- Li Bo - osoby stojące
- Zou Dexin - osoby stojące

#### Kobiety
- Geng Zhaojing - osoby stojące
- Peng Yuanyuan - osoby stojące